# WebLOAD
WebLOAD est un outil permettant d’effectuer des tests de charge, de performance et de résistance au stress sur des applications web. Ce logiciel de test de charge et d’analyse web et mobile est développé par RadView Software. WebLOAD combine performance, adaptabilité et intégrité dans un même processus de vérification des applications web et mobile,,. Il peut simuler des centaines de milliers d’utilisateurs simultanés pour tester la charge et identifier les goulets d’étranglement, les contraintes et les points faibles sous-jacents d’une application.
Grâce à sa prise en charge de plusieurs protocoles, WebLOAD simule le trafic de centaines de milliers d’utilisateurs et génère des données d’analyse sur le comportement de l’application soumise à la charge. WebLOAD surveille et incorpore des statistiques provenant des divers composants du système en cours de test : serveurs, serveur d’application, base de données, réseau, équilibreur de charge, pare-feu, etc. Il peut aussi suivre l’évolution de l’Expérience d’utilisateur final, ainsi que la conformité à l’Accord de niveau de service (ANS) dans les environnements de production.

## Histoire
WebLOAD a été lancé pour la première fois en août 1997. Depuis son lancement, RadView Software a publié plus de 20 versions de WebLOAD.
| Version | Date de publication | Remarques |
| ------- | ------------------- | --- |
| 8.5     | Juin 2010           | Applications basées sur AJAX / Affichages comparatifs                                                               |
| 8.6     | Décembre 2010       | Nouveau gestionnaire de paramétrage / Corrélation statistique                                                       |
| 9.0     | Août 2012           | Test de charge depuis le Nuage / Statistiques de client sonde / Moteur de validation étendue                        |
| 10.0    | Mai 2013            | Nouvelles interface et expérience utilisateur / Prise en charge mobile / IPv6 / Monitoring – Linux via SSH          |
| 10.1    | Décembre 2013       | Plug-in pour Jenkins / Intégration à AppDynamics                                                                    |
| 10.2    | Décembre 2014       | Web Dashboard / Test de WebSockets / Intégration à Perfecto Mobile / Intégration à Dynatrace / Prise en charge JSON |

## Fonctions
Parmi les fonctions proposées par WebLOAD:
- IDE Un environnement de développement intégré pour l’enregistrement visuel, la modification et le débogage des scripts de test de charge. L’enregistreur basé sur proxy de WebLOAD enregistre l’activité http. Les tests sont générés dans JavaScript et peuvent être améliorés et modifiés en utilisant divers outils dans l’IDE[7].
- Correlation La corrélation automatique des valeurs dynamiques, telles que les ID de session, permet l’exécution dynamique du script avec plusieurs clients virtuels[8],[9].
- Load Generation WebLOAD génère une charge par le biais de machines sur site ou depuis le nuage[10].
- Analytics Un ensemble de rapports d’analyse prédéfinis donne une visibilité sur les données de performance, en aidant les utilisateurs à identifier les goulets d’étranglement du système. Les rapports et les données analytiques peuvent également être consultés à distance grâce au Tableau de bord personnalisable et basé sur le web[11].
- PMM Cette fonction recueille les statistiques côté serveur pendant les exécutions de test, procurant aux utilisateurs des données supplémentaires pour identifier l’origine des problèmes.
- Web Dashboard Il permet d’analyser les résultats des tests de performance depuis n’importe quel navigateur ou appareil mobile[12].